# Странные родственники
«Странные родственники» (англ. Relative Strangers) — американская комедия 2006 года о биологических родителях, встреча с которыми может поставить твою жизнь с ног на голову.
В главных ролях — известные американские актёры Дэнни Де Вито, Нив Кэмбелл, Кэти Бэйтс и Рон Ливингстон.

## Сюжет
Главный герой Ричард — успешный психиатр, ведущий размеренную жизнь, готовясь к предстоящей свадьбе со своей очаровательной подружкой. Всё бы ничего, если бы накануне ревнивый братец Митч не открыл семейную тайну: Ричард — приёмный ребёнок, никогда не знавший о существовании настоящих родителей.
Искушённый данным известием, чтобы выяснить всю правду и окончательно успокоиться, Ричард решается на отчаянный шаг — пойти и познакомиться со своими настоящими родителями.
Френк и Агнесс Маньюр кажутся хоть и милыми на первый взгляд, но взрывной характер, в сочетании с надоедливостью и порой невоспитанностью, казалось, готовы перечеркнуть все планы сына о свадьбе и разрушить отношения с близкими. Тем не менее, когда кажется, что жизнь зашла в тупик, Ричард находит в этих сумасбродных родителях нечто хорошее и знакомое.

## В ролях
| Актёр             | Роль                  |
| ----------------- | --------------------- |
| Дэнни Де Вито     | Френк Маньюр          |
| Кэти Бэйтс        | Агнесс Маньюр         |
| Рон Ливингстон    | доктор Ричард Клейтон |
| Нив Кэмпбелл      | Эллен Миннола         |
| Беверли Д’Анджело | Анжела Миннола        |
| Боб Оденкирк      | Митч Клейтон          |
| Эдвард Херрманн   | Даг Клейтон           |
| Кристин Барански  | Арлин Клейтон         |
| Эд Бегли-младший  | мистер Мануар         |
| Мартин Малл       | Джеффри Мортон        |
| Стар Джонс        | Холли Дэвис           |

## Интересные факты
- Фильм часто сравнивают со знаменитой комедией о знакомстве с родителями с Робертом Де Ниро и Беном Стиллером в главных ролях. И неспроста — Грег Глиенна написал сценарий не только к «Странным родственникам», но и к комедиям «Знакомство с родителями», «Знакомство с Факерами» и «Знакомство с Факерами 2»
- Грег Глиенна выступил ещё и режиссёром фильма, а Дэнни Де Вито — одним из продюсеров
- Слоган картины «You can’t pick parents» переводится как «Ты не можешь выбрать родителей»
- Съёмки проходили осенью 2004 года в Лос-Анджелесе, Калифорния, США
- В качестве саундтрека в фильме использовано произведение «Bridal Chorus» немецкого композитора Рихарда Вагнера
- Детям до 13 лет просмотр не желателен
- Первыми фильм увидели США — премьера состоялась 26 мая 2006 года, на DVD фильм вышел осенью того же года

## Мировой релиз
- Израиль — 29 июня 2006
- Греция — 13 июля 2006 — Ограниченный прокат
- Великобритания — 21 августа 2006 — Премьера на DVD
- Италия — 10 сентября 2006 — Премьера на DVD
- Нидерланды — 10 октября 2006 — Премьера на DVD
- США — 14 ноября 2006 — Премьера на DVD
- Венгрия — 28 февраля 2007 — Премьера на DVD
- Германия — 9 марта 2007 — Премьера на DVD
- Аргентина — 8 августа 2007 — Премьера на DVD
- Испания — 25 января 2008